# Posener Tageblatt
Das Posener Tageblatt war eine deutschsprachige Tageszeitung in Posen von 1862 bis 1939.

## Geschichte

### 1862–1878
Seit 1862 erschien die Ostdeutsche Zeitung als zweite deutsche Tageszeitung in Posen nach der Posener Zeitung. Sie wurde sechsmal wöchentlich herausgegeben. Die Grundausrichtung war zunächst liberal, es wurden die Ansichten und die Kultur der polnischen und jüdischen Bevölkerung akzeptiert.
Seit 1869 trug sie den Untertitel Deutsche Posener Zeitung.

### 1878–1918
1878 änderte sich die Ausrichtung. Der Name wurde nun Posener Tageblatt, die politische Orientierung wurde konservativ und stand rechten Parteien und Organisationen nahe. Die Zeitung wurde später vom Deutschen Ostmarkenverein herausgegeben.

### 1919–1939
Nach der polnischen Übernahme der Stadt im Jahr 1919 wurde das Posener Tageblatt zu einem aktiven Verfechter von Interessen der deutschen Minderheit in der Region. Dadurch kam es mehrfach zu Auseinandersetzungen mit den polnischen Behörden. Von April 1920 bis Dezember 1921 stand die Zeitung unter polnischer Zwangsverwaltung.
Die Posener Buchdruckerei und Verlagsanstalt AG, in der das Posener Tageblatt erschien, wurde im Jahr 1924 von der deutschen Konkordia Literarische Gesellschaft mbH übernommen. Diese wurde offiziell von Max Winkler geleitet, gehörte aber verschleiert zu 100 % dem Deutschen Reich. Ziel war es, die verbliebene deutsche Bevölkerung in ihrem Nationalgefühl zu bestärken, um eine ethnische Grundlage für die angestrebte Wiedererlangung des Gebietes zu schaffen.
Leiter der Zeitung wurde Johannes Scholz. Die Auflage gab der Verlag im Jahr 1924 mit 12.000 Exemplaren an. Das Posener Tageblatt wurde bald zur wichtigsten deutschsprachigen Tageszeitung im Gebiet um Posen.
Wiederholt kritisierte die Zeitung nicht nur den Antisemitismus in Polen, sondern auch den Antisemitismus in Deutschland. Dieses diente der Kritik am polnischen Staat, vor allem hinsichtlich der zunehmenden Polonisierung und gestiegenen polnischen Intoleranz gegenüber ethnischen Minderheiten. Dabei wurden auch Parallelen zwischen den hier lebenden Deutschen und den in dieses Gebiet zwangsumgesiedelten Ostjuden gezogen.

### Auflösung 1939
Fünf Tage nach der offiziellen Wiedereingliederung des Gebietes um Poznań in das Deutsche Reich erschien am 31. Oktober 1939 die letzte Ausgabe des Posener Tageblatts. Am 1. November 1939 wurde die erste Ausgabe des Ostdeutschen Beobachters als Parteizeitung der NSDAP herausgegeben.

Dabei wurden die Redaktion und der Verlag übernommen. Verlagsleiter blieb Johannes Scholz bis 1945.